# Oleandra decurrens
Oleandra decurrens är en ormbunkeart som beskrevs av William Ralph Maxon. Oleandra decurrens ingår i släktet Oleandra och familjen Oleandraceae. Inga underarter finns listade.